# Nisse (folclore)
Um nisse ['nìs:ɛ] ou tomte ['tɔ`m:tɛ] é uma pequena criatura mítica do folclore escandinavo. Acredita-se que cada lar tenha um nisse. Segundo a tradição, ele protege as crianças e a casa do camponês — especialmente à noite, quando os ocupantes estão dormindo, protegendo-os também da má sorte. Os nisse são territorialistas e solitários. Costumam habitar as frestas das casas e se utilizar de objetos perdidos ou fora de uso.
Tomte é seu nome habitual, em sueco; tonttu, em finlandês; nisse em norueguês e dinamarquês. No folclore de outros países europeus, há várias personagens similares aos nisser: na Inglaterra e na Escócia, o brownie; na Nortúmbria, o hob; no West Country (sudoeste da Inglaterra), o pixie; na Alemanha, os Heinzelmännchen; nos Países Baixos, o kabouter e nos países eslavos, o domovoi. O uso, no folclore, de expressões como Nisse god dräng ("Nisse bom rapaz") faz lembrar o Robin Goodfellow (Robin Bom Companheiro), do folclore britânico.

## Relações externas
- O nisse de Natal (em norueguês)
- O nisse de Natal (em dinamarquês)